# Óscar Hernández (actor)
Óscar Benjamín Hernández Torres (Providencia, Santiago, 21 de agosto de 1947) es un actor chileno de teatro y televisión. Reconocido por sus diversas participaciones en las telenovelas de Televisión Nacional de Chile.

## Filmografía

### Cine
- El príncipe (2019)
- Raúl (2014)
- Paseo de oficina (2012)
- B-Happy (2003)
- Paraíso B (2002)
- Un ladrón y su mujer (2001)
- Los náufragos (1994)

### Telenovelas
| Año  | Título                  | Papel                          | Director               | Ref. |
| ---- | ----------------------- | ------------------------------ | ---------------------- | ---- |
| 1984 | La represa              | Anselmo Gutiérrez              | Ricardo Vicuña         | TVN  |
| 1984 | La torre 10             | Alejandro Walker               | Vicente Sabatini       | TVN  |
| 1985 | Morir de amor           | Sergio Marambio                | Vicente Sabatini       | TVN  |
| 1987 | Mi nombre es Lara       | José Velasco                   | Ricardo Vicuña         | TVN  |
| 1988 | Bellas y audaces        | Víctor Silvani                 | Ricardo Vicuña         | TVN  |
| 1988 | Las dos caras del amor  | Julián García                  | Vicente Sabatini       | TVN  |
| 1989 | A la sombra del ángel   | Mariano Saldías                | René Schneider Arce    | TVN  |
| 1990 | El milagro de vivir     | Señor Román                    | Vicente Sabatini       | TVN  |
| 1991 | Volver a empezar        | Cornelio Jara                  | Vicente Sabatini       | TVN  |
| 1992 | Trampas y caretas       | Octavio Dupré                  | Vicente Sabatini       | TVN  |
| 1993 | Jaque mate              | Úlises Tapia                   | Vicente Sabatini       | TVN  |
| 1994 | Rompecorazón            | Ramón Soto                     | Vicente Sabatini       | TVN  |
| 1995 | Estúpido cupido         | Pancracio Carmona              | Vicente Sabatini       | TVN  |
| 1996 | Sucupira                | Carlos López                   | Vicente Sabatini       | TVN  |
| 1997 | Oro verde               | Ramiro Guzmán                  | Vicente Sabatini       | TVN  |
| 1998 | Iorana                  | Lázaro Tepano                  | Vicente Sabatini       | TVN  |
| 1999 | La Fiera                | Rubén Alvarado                 | Vicente Sabatini       | TVN  |
| 2000 | Romané                  | Alfredo Gaete / Mr. Smith      | Vicente Sabatini       | TVN  |
| 2000 | Santo ladrón            | Romualdo Leiva                 | María Eugenia Rencoret | TVN  |
| 2001 | Pampa Ilusión           | Tomás Navarro "Viejo vinagre"  | Vicente Sabatini       | TVN  |
| 2002 | El circo de las Montini | Pedro Marín "Payaso Zapatilla" | Vicente Sabatini       | TVN  |
| 2003 | Puertas adentro         | Eusebio Moraga                 | Vicente Sabatini       | TVN  |
| 2004 | Los Pincheira           | Sofanor Silva                  | Vicente Sabatini       | TVN  |
| 2005 | Los Capo                | Padre Camilo Norfini           | Vicente Sabatini       | TVN  |
| 2006 | Cómplices               | Benito Quintana                | Vicente Sabatini       | TVN  |
| 2007 | Corazón de María        | Tirso Bizama                   | Vicente Sabatini       | TVN  |
| 2008 | Viuda Alegre            | Ramiro Opazo                   | Vicente Sabatini       | TVN  |
| 2009 | Los Exitosos Pells      | Álvaro Primm                   | Vicente Sabatini       | TVN  |
| 2010 | Martín Rivas            | Arzobispo Valdivieso           | Germán Barriga         | TVN  |
| 2011 | El laberinto de Alicia  | Julio Mardones                 | Rodrigo Velásquez      | TVN  |
| 2011 | Su nombre es Joaquín    | Eduardo Mardones               | Víctor Huerta          | TVN  |
| 2012 | Separados               | Sergio Beneyto                 | Ítalo Galleani         | TVN  |
| 2013 | Solamente Julia         | Manuel Muñoz                   | Christian Maringer     | TVN  |
| 2015 | La Poseída              | Bernardo Urmeneta              | Víctor Huerta          | TVN  |
| 2017 | La Colombiana           | Eric Ramírez                   | Germán Barriga         | TVN  |
| 2018 | Wena profe              | Segismundo Salas               | Rodrigo Meneses        | TVN  |
| 2018 | Amar a morir            | Emilio Cintolesi               | César Opazo            | TVN  |
| 2019 | Juegos de poder         | Juan Bossio                    | Patricio González      | Mega |
| 2022 | Hijos del desierto      | Reverendo Jones                | Patricio González      | Mega |

### Series y unitarios
| Serie de televisión | Serie de televisión               | Serie de televisión   | Serie de televisión |
| Año                 | Serie                             | Rol                   | Canal               |
| ------------------- | --------------------------------- | --------------------- | ------------------- |
| 1982                | Una familia feliz                 | Félix Ceballos        | Canal 13            |
| 1987                | La Quintrala                      | Juan del Pozo y Silva | TVN                 |
| 1989                | Teresa de los Andes               | Padre Valdés          | TVN                 |
| 1993                | La patrulla del desierto          | Patricio Lynch        | Canal 13            |
| 1996                | La Buhardilla                     | Marco                 | TVN                 |
| 1998-1999           | Sucupira, la comedia              | Carlos López          | TVN                 |
| 2004                | Bienvenida realidad               | Padre de Camila       | TVN                 |
| 2005                | Tiempo final: en tiempo real      | Comisario Caro        | TVN                 |
| 2008                | Paz                               | Señor Riquelme        | TVN                 |
| 2011                | Los archivos del cardenal         | Victorino Medici      | TVN                 |
| 2011                | 12 días que estremecieron a Chile | Osvaldo Osorio        | Chilevisión         |
| 2013                | Prófugos                          | Maquinista del tren   | HBO                 |
| 2018                | Casa de Angelis                   | Isidoro Santa Cruz    | TVN                 |

## Programas de televisión
- Sin maquillaje (TVN, 2014) - Invitado

## Distinciones
- Medalla a la Trayectoria por los 75 años del Teatro Experimental de la Universidad de Chile, 2016.